# Liceo scientifico Paleocapa
Il Liceo scientifico "P. Paleocapa" è uno storico liceo di Rovigo, istituito nel 1923 nell'ambito della riforma Gentile. È intitolato a Pietro Paleocapa, ingegnere idraulico e fautore dell'annessione del Veneto al Piemonte. La prima sede del Liceo è stata palazzo Campo in via Silvestri, successivamente in via Parenzo dal 1954 al 1991 anno in cui è stata trasferita in via De Gasperi

## Sedi
Palazzo Campo (1923-1954)

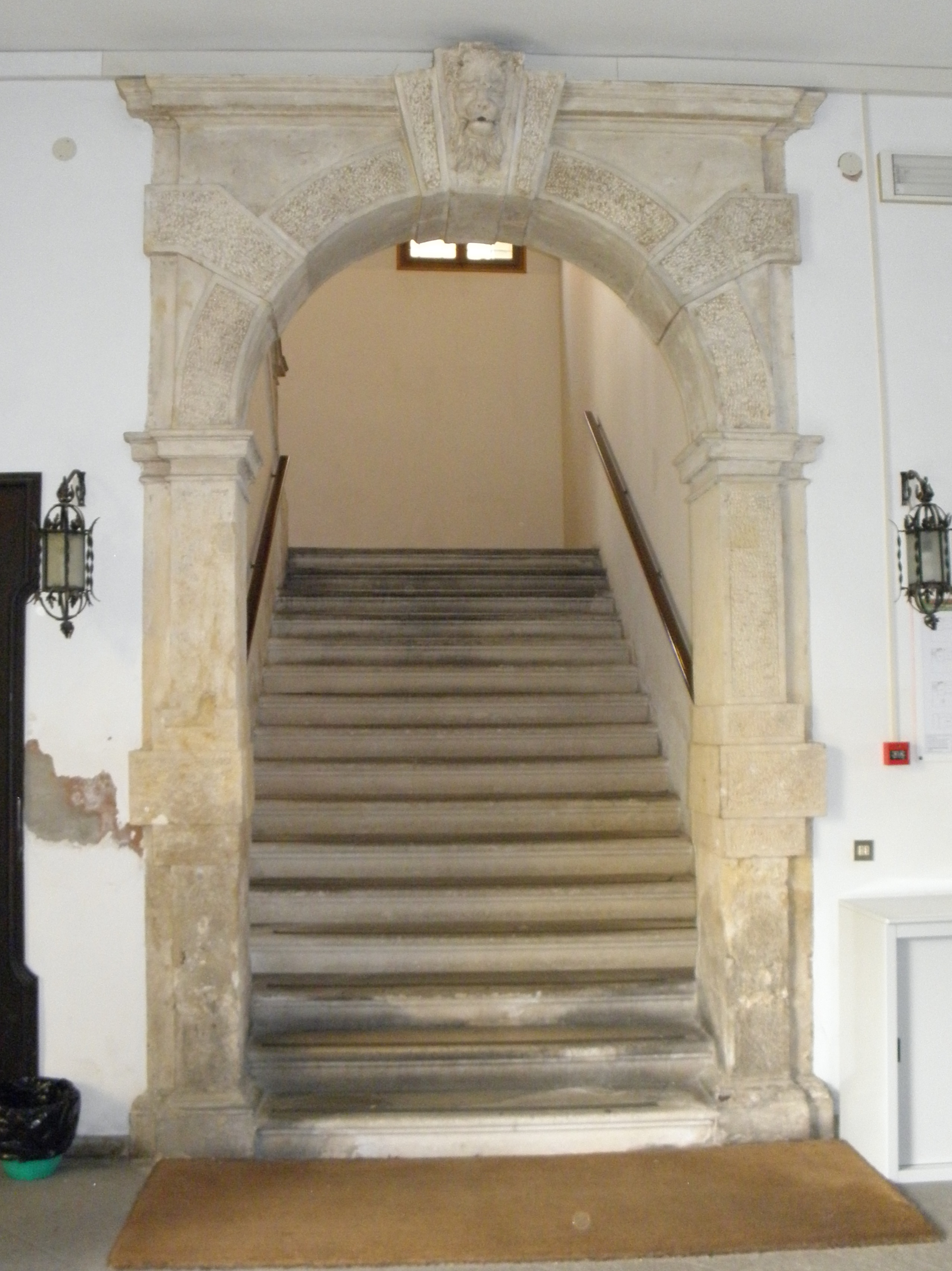
Palazzo Campo a San Francesco, ingresso scalinata (Rovigo), 2011-03-12

Al principio (seconda metà del '400), palazzo Campo è probabilmente stato edificato sottocommissione dalla famiglia Foligno. Dal 1480 di possesso della famiglia modenese Campo, che lo restaurò ed arricchì d'opere d'arte. Nel 1574 il palazzo ospitò Emanuele Filiberto di Savoia al seguito di Enrico III di Valois e nel 1580 assistette alla realizzazione dell'Accademia dei Concordi. Nel 1898 diventò di proprietà del comune, diventando un convitto femminile fino al 1923, anno in cui diventa la sede del Liceo. Il 9 novembre 1938 passa sotto il possesso della provincia, con la raccomandazione da parte del comune di abbattere l'aula centrale per permettere la costruzione di nuove aule.
Edificio in via Parenzo (1954-1991)
In seguito ad un incendio, gran parte del liceo venne distrutto, per un totale di dieci milioni di lire di danni. Ormai da tempo erano note le problematiche condizioni in cui versavano gli edifici scolastici in seguito alla Seconda guerra mondiale, fu così che la Provincia stanziò ottanta milioni di lire per la costruzione di un edificio in via Parenzo, in una porzione di terreno appartenente al dottor Barioni; accanto sarebbe stata costruita una palestra da condividere con l'istituto tecnico "De Amicis".
Edificio in via De Gasperi (dal 1991)
La sede di via De Gasperi è stata ultimata nel 2002, seguendo il progetto degli architetti Mario Bottazzi e Giorgio Tarozzi per l'area sud e Lauro Benetti, Marina Paparella e l'ingegnere Stefano Bartolozzi per l'ala nord. Nell'anno scolastico 1995/1996, l'antica sede di palazzo Campo fu adibita a succursale del Liceo, comprendente alcune classi e luogo di incontri per la cittadinanza.